# 湘雅街道
湘雅街道是中华人民共和国贵州省貴陽市南明区下辖的一个街道办事处。

## 行政区划
湘雅街道下辖以下村级行政区划单位：
狮峰路社区、狮子山社区、沙坡路社区、后街社区、春蚕巷社区、惠农巷社区、贵惠路南段社区、文雅巷社区、后坝社区。